# Cmentarz katolicki przy kościele św. Zygmunta w Częstochowie
Cmentarz katolicki przy kościele św. Zygmunta w Częstochowie − nieistniejący już cmentarz w Częstochowie dla zmarłych wyznania katolickiego, założony w średniowieczu i zlikwidowany w 1825 roku.
Cmentarz powstał przy katolickim kościele parafialnym Starej Częstochowy w średniowieczu. Na cmentarzu położona była kaplica św. Krzyża. W 1643 roku powierzchnia nekropolii została dodatkowo powiększona, ale w 1825 roku cmentarz zlikwidowano w związku z wytyczaniem Alej. W miejscu cmentarza powstał Nowy Rynek, obecnie pl. Daszyńskiego. Groby ze zlikwidowanego cmentarza przeniesiono na nowo utworzony cmentarz przy ul. Ogrodowej.